# Фульпмес
Фульпмес (нім. Fulpmes) —  громада округу Інсбрук-Ланд у землі Тіроль, Австрія.
Фульпмес лежить на висоті  937 м над рівнем моря і займає площу  16,8 км². Громада налічує 4202 мешканців. 
Густота населення 250/км².  
|                                   |
| Фульпмес на мапі округу та землі. |

 Адреса управління громади: Bahnstraße 6, 6166 Fulpmes. 

## Демографія
Історична динаміка населення міста за даними сайту Statistik Austria

## Виноски
1. ↑  Dauersiedlungsraum der Gemeinden Politischen Bezirke und Bundesländer - Gebietsstand 1.1.2018 — Статистичне управління Австрії.
2. ↑  https://www.statistik.at/blickgem/blick1/g70310.pdf
3. ↑   www.fulpmes.tirol.gv.at
4. ↑  Gemeindedaten von Fulpmes

| Австрія | Це незавершена стаття з географії Австрії. Ви можете допомогти проєкту, виправивши або дописавши її. |